# Румп, Герхард Чарльз
Герхард Чарльз Румп (нем. Gerhard Charles Rump; 24 февраля 1947 Бохум, Германия — 26 июля 2020 Берлин, Германия) — немецкий историк искусства, журналист, преподаватель Берлинского технического университета.

## Биография
Родился 24 февраля 1947 года в городе Бохум, Германия. Окончил городскую гимназию. В 1968—1972 годах изучал историю искусства в Рурском университете. В 1972 получил докторскую степень за диссертацию о британском портретисте Джордже Ромни. В 1974 начал работу в Боннском университете. Покинув университет в 1983, стал журналистом в таких газетах, как Die Welt и Rheinischer Merkur. В 1987 получил степень хабилитированного доктора в Университете Дуйсбурга.
В 2009 году Герхард участвовал в написании статьи о русском авангарде, за что был удостоен премии Clarion Award от американской ассоциации AWC.